# Костылецкий, Николай Фёдорович
Николай Федорович Костылецкий (1813, ст. Урлютюбская — 11 (23) декабря 1869, Омск) — российский востоковед, собиратель образцов казахской устной литературы.

## Биография
Родился в станице Урлютюбская в казачьей семье.
Начинал обучение в училище Сибирского линейного казачьего войска (позднее переименованного в кадетский корпус), через 2 года перешел в Омскую азиатскую школу. В 1834 окончил Казанскую мужскую гимназию.
Окончил восточный факультет Казанского университета.
После завершения обучения приехал в Омск и в 1840 году был зачислен преподавателем словесности училища Сибирского казачьего войска, с 16 января 1846 — старший учитель. Ввел в курс обучения запрещенные в то время сочинения Н. В. Гоголя, В. Г. Белинского и др. В числе его учеников были известные ученые и общественные деятели: Г. Н. Потанин, Ф. Н. Усов, Ч. Ч. Валиханов и др. В совершенстве владея арабским, персидским и татарским языками, долгое время занимался изучением быта кочевых народов, собирал образцы казахского фольклора. К сбору этнографического и фольклорного материала привлекал Ч. Валиханова (они совместно переложили на русский язык древний вариант поэмы «Козы Корпеш — Баян сулу», которые передал И. Н. Березину).
Состоял в переписке со знатоками казахской культуры. Собрал сведения о казахских народных играх с помощью своих учеников: брата Абая Халиоллы Оскенбая, композитора Мустафы Буркитбаева (Баянаул), Садуакаса Анаева (Кокшетауский округ), Хангожина (Аягоз) и др. Письма учеников Костылецкого хранятся в Институте востоковедения РАН.
С 1867 года преподавал русский язык в 1-й Омской женской гимназии почетных граждан Поповых, татарский язык — в прогимназии.
Умер 11 (23) декабря 1869 года. Похоронен на Казачьем кладбище Омска.